# Salpingogaster bruneri
Salpingogaster bruneri är en tvåvingeart som beskrevs av Charles Howard Curran 1932. Salpingogaster bruneri ingår i släktet Salpingogaster och familjen blomflugor.
Artens utbredningsområde är Kuba. Inga underarter finns listade i Catalogue of Life.